# Zita Johann
Zita Johann (născută Elisabeta Johann; n. 14 iulie 1904, Bencecu de Sus, România – d. 20 septembrie 1993, Nyack⁠(d), Rockland County, New York, SUA) a fost o actriță austriaco-americană, cel mai bine cunoscută pentru interpretarea sa din filmul Mumia, regizat de Karl Freund în 1932, alături de Boris Karloff.

## Viață și carieră
De etnie șvabă bănățeană, Zita Johann s-a născut ca Elisabeta Johann în satul Deutschbentschek, lângă Timișoara, la acea vreme în Austria-Ungaria, dar acum numit Bencecu de Sus și parte din România. Tatăl ei, un ofițer husar pe nume Stefan Johann, a emigrat cu familia sa în Statele Unite în 1911.
A debutat pe Broadway în 1924 și și-a făcut prima apariție în film în Lupta, regizat de D. W. Griffith în 1931. După șapte filme, a renunțat să lucreze în teatru, colaborând cu John Houseman, care i-a fost soț din 1929 până în 1933, și cu Orson Welles. De asemenea, a predat actoria persoanelor cu tulburări de învățare.
Johann s-a căsătorit de trei ori. Ultima apariție în film a fost în filmul de groază din  1986 Raiders of the Living Dead.
În 1962, a fost artist invitat la Elmwood Playhouse în Nyack, New York, unde a regizat Don Juan In Hell.
A murit în 1993, la vârsta de 89, în Nyack. A fost incinerată, iar cenușa ei au fost împrăștiată la o fermă a familiei în nordul statului New York.

## Teatru

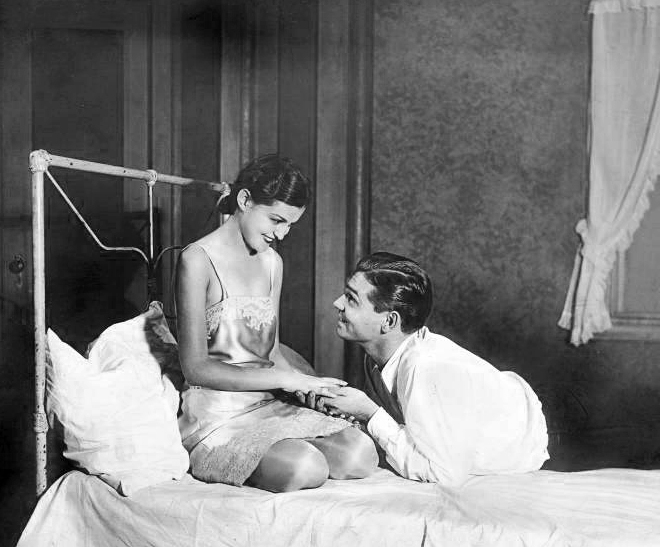
Zita Johann și Clark Gable în Machinal (1928)

| Date                              | Piesă                  | Rol                    | Note                             |
| --------------------------------- | ---------------------- | ---------------------- | -------------------------------- |
| 14 aprilie – iunie 1924           | Man and the Masses     | Prima Femeie Prizonier | Garrick Theatre, New York        |
| 24 noiembrie 1924 – ianuarie 1925 | Dawn                   | Judith                 | Sam H. Harris Theatre, New York  |
| 18 iunie – 29 noiembrie, 1925     | Grand Street Follies   | Interpret              | Neighborhood Playhouse, New York |
| 25 ianuarie – martie 1926         | The Goat Song          | Kruna                  | Guild Theatre, New York          |
| 7 septembrie – 24 noiembrie 1928  | Machinal               | O Femeie Tânără        | Plymouth Theatre, New York       |
| 1 aprilie – aprilie 1930          | Troyka                 | Natascha               | Hudson Theatre , New York        |
| 22 septembrie – octombrie 1930    | Unchiul Vania          | Sofia Alexandrovna     | Booth Teatru, New York           |
| 13 ianuarie – iulie 1931          | Tomorrow and Tomorrow  | Eva Redman             | Henry Miller's Theatre, New York |
| martie 14-16, 1935                | Panic                  | Ione                   | Imperial Theatre, New York:159   |
| 27 mai – iunie 1935               | Seven Keys to Baldpate | Mary Norton            | National Teatrul, New York       |
| martie 1-2, 1940                  | The Burning Deck       | Nina Brandt            | Maxine Elliott Theatre, New York |
| 23 iunie – iulie 1942             | Broken Journey         | Rachel Thatcher Arlen  | Henry Miller's Theatre, New York |

## Filmografie

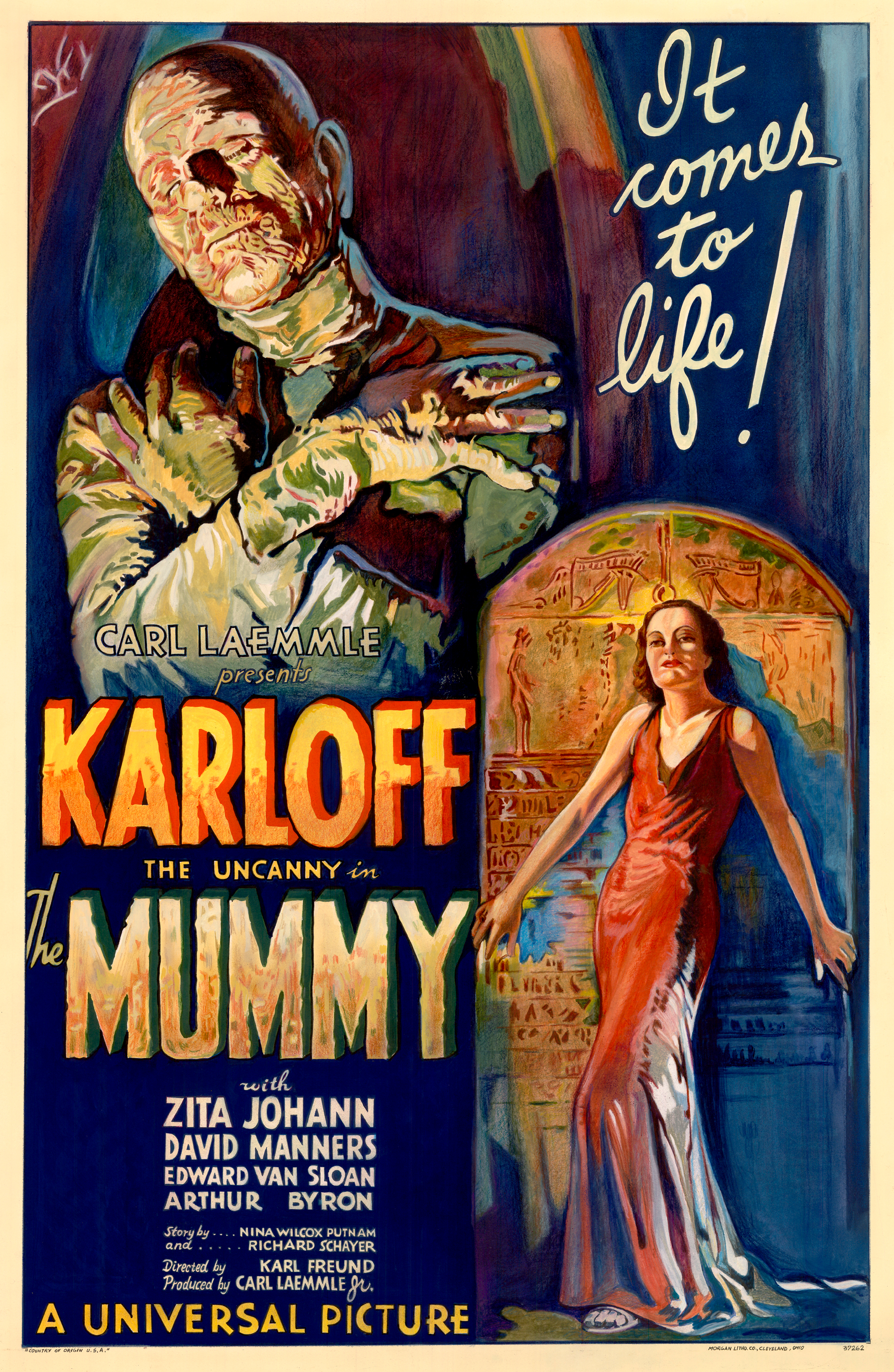
Poster pentru Mumia (1932)

| An   | Titlu                          | Rolul             | Note   |
| ---- | ------------------------------ | ----------------- | ------ |
| 1931 | The Struggle                   | Florrie Wilson    | [ 11 ] |
| 1932 | Tiger Shark                    | Quita Silva       |        |
| 1932 | Mumia                          | Helen Grosvenor   | [ 12 ] |
| 1933 | Luxury Liner                   | Domnișoara Morgan |        |
| 1933 | The Man Who Dared              | Teena Pavelic     |        |
| 1933 | The Sin of Nora Moran          | Nora Moran        |        |
| 1934 | Grand Canary                   | Susan Tranter     |        |
| 1986 | Raiders of the Living Dead     |                   |        |
| 1993 | D. W. Griffith: Father of Film | Participant       |        |